# Het Huis Anubis: De Vijf en de Toorn van Balor
Het Huis Anubis: De Vijf en de Toorn van Balor is een special van Nickelodeon en Studio 100. De special werd voor het eerst uitgezonden op 5 september 2010. De opnamen in het museum vonden plaats in het Provinciaal Archeologisch Museum in Velzeke.

## Verhaal
De vijf bewoners van het Huis Anubis brengen een bezoek aan een museum, waar Anastacia een torque, een Keltisch sieraad, ziet liggen. Als Anastacia nadat ze de torque gepast heeft hem niet meer afkrijgt, vraagt ze haar vrienden om hulp. Wanneer de vijf allemaal in contact staan met de torque worden zij terug in de tijd geflitst en komen ze terecht in een strijd tussen de heerser Balor en Ward de jongen, die voorbestemd is om koning te worden.

## Rolverdeling
| Personage                     | Acteur/actrice       |
| ----------------------------- | -------------------- |
| Sterre de Wit                 | Jennifer Welts       |
| Raphael Salamons              | Roel Dirven          |
| Anastacia van Emeryk-Reehorst | Sanne Samina Hanssen |
| Marcel Keizer                 | Juliann Ubbergen     |
| Pim Versteeg                  | Alex Molenaar        |
| Balor                         | Sebastiaan Labrie    |
| Ward                          | Tjeerd Melchers      |
| Oude man (ziener)             | Dirk Lavrysen        |
| Middeleeuwse wachter          | Danny Moens          |